# Санько Тетяна Миколаївна
Тетяна Миколаївна Санько (12 грудня 1913 — ?) — українська радянська діячка, завідувач відділу ЦК КП(б)У по роботі серед жінок. Депутат Верховної Ради УРСР 3-го скликання.

## Біографія
Закінчила Артемівський педагогічний інститут на Донбасі. Працювала на профспілковій роботі у місті Харкові.
Член ВКП(б) з 1941 року.
Під час німецько-радянської війни перебувала у евакуації в східних районах СРСР. Працювала на Челябінському заводі імені Кірова, була інструктором ЦК професійної спілки працівників тракторної промисловості СРСР.
Після повернення до Києва перебувала на відповідальній партійній роботі. До травня 1950 року — секретар Кагановицького районного комітету КП(б)У міста Києва.
У травні 1950 — червні 1953 року — завідувач відділу ЦК КП(б)У по роботі серед жінок.
З червня 1953 року — завідувач сектору по роботі серед жінок відділу партійних, профспілкових і комсомольських органів ЦК КПУ.
На 1959—1968 роки — референт відділу культури, освіти і охорони здоров'я Управління справами Ради Міністрів Української РСР.
Потім — на пенсії в місті Києві.

## Нагороди
- орден «Знак Пошани» (7.03.1960)